# الطريق الوطني رقم 4 (الجزائر)
| الطريق الوطنية رقم 4 | |
| الطول                | 387 كم |
| الافتتاح             | 1864 |
| الاتجاه              | شرق- غرب |
| الحد الشرقي          | بوفاريك |
| الحد الغربي          | وهران |
| المدن الرئيسية       | بوفاريك - وادي العلايق - موزاية - عين الدفلى - الشلف - وادي ارهيو - غليزان - المحمدية - سيق - وادي تليلات - وهران |
| الشبكة               | الطرق الوطنية. |
|                      | |

الطريق الوطني رقم 4 هو طريق وطني في الجزائر يربط بين كل من ولاية البليدة و ولاية وهران ويعرف أيضًا بطريق الغرب الجزائري، يبلغ الطول الإجمالي للطريق 387 كم

## تاريخ
تم بنائه في عام 1864.

## مسار
مسارالطريق يمر بعدة مدن أهمها بوفاريك - وادي العلايق - موزاية - عين الدفلى - خميس مليانة-الشلف - وادي ارهيو - غليزان - المحمدية - سيق - وادي تليلات - وهران
يمر بالولايات التالية:
- ولاية البليدة
- ولاية عين الدفلى
- ولاية الشلف
- ولاية غليزان
- ولاية معسكر
- ولاية وهران

## إزوداجية الطريق
الطريق مزودج في المقاطع التالية:

## معرض صور

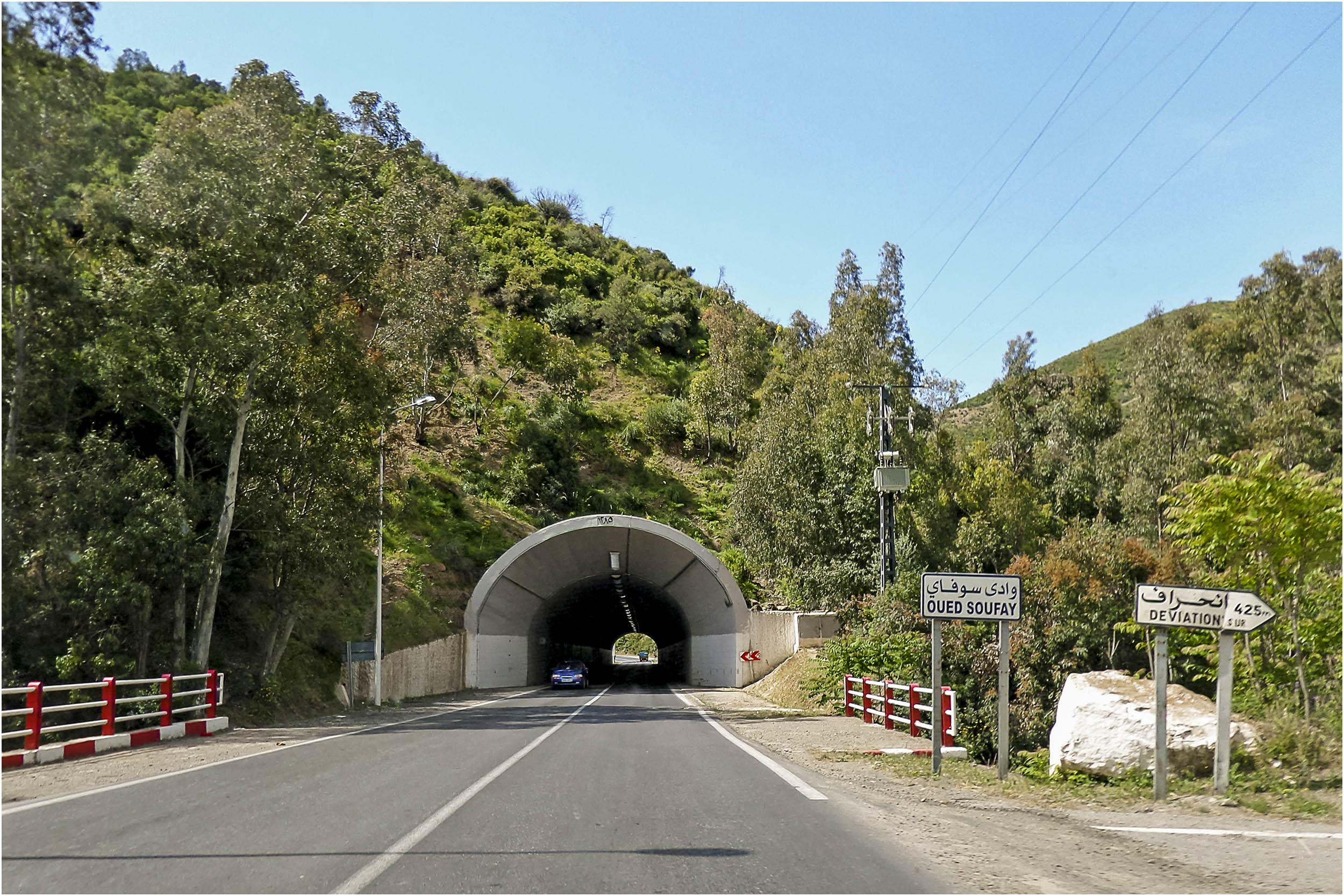
نفق الخميس